# Helter Skelter (manga)
Helter Skelter (ヘルタースケルター, Herutā Sukerutā) é uma série de manga escrita e ilustrada por Kyoko Okazaki. Foi publicada pela revista Feel Young entre 1995 e 1996 e coletada num único volume tankōbon pela editora Shodensha a 8 de abril de 2003. A história também foi adaptada para um filme em live-action, realizado por Mika Ninagawa e protagonizado por Erika Sawajiri. O manga foi lançado em inglês pela editora Vertical em 2013, no Brasil, foi publicado pela NewPOP Editora e em Portugal pela Sendai Editora.

## Elenco do filme
- Erika Sawajiri como Liliko
- Nao Omori como Makoto Asada
- Shinobu Terajima como Michiko Hada
- Gō Ayano
- Kiko Mizuhara como Kozue Yoshikawa
- Hirofumi Arai
- Anne Suzuki
- Susumu Terajima
- Kaori Momoi como Hiroko Tada
- Show Aikawa
- Mieko Harada como Hisako Wachi
- Yosuke Kubozuka como Takao Nanbu

## Recepção
Helter Skelter ganhou o Prémio de Excelência no Festival de Artes e Média do Japão, patrocinado pelo governo japonês em 2004. O manga também ganhou o Grande Prémio do Prémio Cultural Osamu Tezuka em 2004. Em 2008, foi nomeado para a seleção oficial do Festival Internacional de Banda Desenhada de Angolema em França.
Rebecca Silverman do Anime News Network deu ao manga uma nota A-. Ela acredita que Okazaki implica que os leitores sejam "implícitos na criação de Lilikos com seus desejos de  beleza inalcançável na média." Ela notou que algumas pessoas acharão a história difícil para o estômago e a arte "áspera", embora esta última ajude a história.
Até 19 de agosto de 2012, o filme teve uma receita bruta de 24 231 554 dólares na bilheteira japonesa.